# Shahin and Sepehr
Shahin and Sepehr es un dúo de guitarristas iraní.
Su música está principalmente compuesta por melodías para guitarra española, fusionadas con elementos de rock ligero, flamenco, jazz, new age e influencias de la música tradicional iraní. 
El grupo tiene su residencia en Washington D.C. Ha publicado ocho álbumes bajo los sellos de Higher Octave Music y EMI. Actualmente se encuentran trabajando en un próximo lanzamiento. 
Entre sus colaboraciones se encuentran artistas como Dom Camardella (productor de Ottmar Liebert, Flora Purim , and Willie & Lobo).
- Datos: Q3334413